# Lotus 96
Der Lotus 96, mitunter fälschlicherweise Lotus 96T, war ein projektierter Indy Car des britischen Rennstalls Lotus, der für einen Einsatz in der CART-Saison 1984 gedacht war.

## Hintergrund
Die in den Vereinigten Staaten immer mehr an Popularität gewinnende Indy Car World Series veranlasste Roy Winkelmann zu der Idee, 1984 mit einem eigenen Team antreten zu wollen. Zur Verwirklichung seines Vorhabens beauftragte er Lotus, ihm ein speziell für die CART-Serie zugeschnittenes Chassis zu konstruieren, insbesondere weil er durch das Know-how des britischen Traditionsteams aus Norfolk gegenüber der Konkurrenz von Lola und March einen Wettbewerbsvorteil erhoffte. Lotus-Teamchef Peter Warr beauftragte daraufhin Chefkonstrukteur Gérard Ducarouge ein solches Fahrzeug zu entwickeln, das er dann zusammen mit Mike Coughlan unter der Bezeichnung Lotus 96 verwirklichte.

## Technische Daten
Der Lotus 96 basierte im Wesentlichen auf den Bauplänen des Lotus 95T. Allerdings war er größer, verwindungssteifer und in seinen Grundelementen verstärkt worden, wodurch die gesamte Konstruktion robuster wirkte. Das Monocoque war aus Sandwichplatten mit einem Kern aus Aluminiumwaben und Deckschichten aus mit Kohlenstoff- und Aramidfasern verstärktem Kunstharz gefertigt. Die Radaufhängungen mit Doppelquerlenkern entstammten ebenfalls dem Lotus 95T und waren entsprechend verstärkt. Angetrieben wurde der Lotus 96 von einem 2,65-Liter-Ford-Cosworth-V8 Turbomotor (Typbezeichnung DFX). Das manuell zu schaltende, längs eingebaute Lotus/Hewland-Getriebe hatte fünf Vorwärtsgänge und einen Rückwärtsgang.
Das Projekt wurde eingestellt, nachdem bekannt geworden war, dass die CART-Organisation die Zulassung des Rennwagens ablehnen würde und Winkelmann daraufhin auch nicht mehr die nötigen Sponsorgelder aufbringen könnte.

## Lackierung
Lackiert war der Lotus 96 in British Racing Green.